# Nathalie Bleicher-Woth
Nathalie Bleicher-Woth (* 11. September 1996) ist eine deutsch-rumänische Laiendarstellerin.

## Leben
Nach dem Abitur verkörperte Bleicher-Woth von 2017 bis 2021 die Rolle der Kim Terenzi in der RTL-II-Sendung Berlin – Tag & Nacht. 2019 war sie gemeinsam mit Sophie Imelmann in der August-Ausgabe des deutschen Playboy zu sehen in einem Fotoshooting der Fotografin Ana Dias. Als Influencerin hat sie auf den Plattformen Instagram, YouTube und TikTok insgesamt etwa 2,3 Millionen Abonnenten.

## Filmographie
- 2017–2021: Berlin – Tag & Nacht
- 2021: #offline – Im Wald